# Храще (Постойна)
Храще (словен. Hrašče) — поселення в общині Постойна, Регіон Нотрансько-крашка, Словенія. Висота над рівнем моря: 540,2 м.